# 中頓別鍾乳洞
中頓別鍾乳洞（なかとんべつしょうにゅうどう）は、北海道枝幸郡中頓別町字旭台にある鍾乳洞である。日本が実効支配している中で最北に位置する。1933年に馬方が吹雪を避けるために退避した際に発見された。1938年12月に文部大臣より天然記念物に指定され、その後制度変更で、1958年北海道指定天然記念物に指定されている。

## 概要
1933年に発見された。4洞穴を有し、北海道の鍾乳洞では北海洞が発見されるまで第一洞が最長であった。日本最北のカルスト台地に位置し、貝殻由来の石灰岩の融食により形成されており、日本国内では希少である。
自然ふれあい公園として整備され、第一、第三、第四洞が公開されている。
当地固有生物である「ナカトンベツホラトゲトビムシ」が発見されている。

## 施設案内
- 所在地：北海道枝幸郡中頓別町字旭台
- 開洞期間：概ね5月から10月末日まで。冬期閉園
- 開洞時間：9時から17時まで。
- 入洞料：なし
- 駐車場：無料駐車場あり。
  - 6月第一日曜日に鍾乳洞まつりを例年開催している。

## 関連事項
- 鍾乳洞
- 洞窟